# Nordische Grüne Linke
Nordisch Grüne Linke bezeichnet eine Gruppe von Parteien der nordischen Länder, die Grüne und Linke politische Positionen vereinen.
Zu unterscheiden ist zwischen
- der (informellen) Nordischen Grünen Linken Gruppe als Teil der Konföderale Fraktion der Vereinigten Europäischen Linken/Nordische Grüne Linke (1995 bis 2020), heute Die Linke im Europäischen Parlament – GUE/NGL,
- dem von 2004 bis etwa 2014 bestehenden formalen Zusammenschluss Nordisch grün-linken Allianz (NGLA) und
- der Fraktion Nordische Grüne Linke im Nordischen Rat.

## Nordische Grüne Linke Gruppe im Europaparlament
Nach dem EU-Beitritt Schwedens und Finnlands am 1. Januar 1995 schlossen sich die Abgeordneten des finnischen Linksbündnis und der schwedischen Linkspartei der Konföderalen Fraktion der Vereinten Europäischen Linken an. Zusammen mit der Abgeordneten der dänischen Sozialistischen Volkspartei (SF), die sich zeitgleich der Fraktion anschloss (zuvor war sie in der Grünen-Fraktion), bildeten sie die Gruppe Nordische Grüne Linke innerhalb der Fraktion. Diese nannte sich zum 6. Januar 1995 in Konföderale Fraktion der Vereinigten Europäischen Linken/Nordische Grüne Linke (GUE/NGL) um.
Die dänische Folkebevægelsen mod EU schloss sich 2002 der NGL an und die SF wechselte 2004 wieder zur Grünen-Fraktion zurück. Die Unterschiede zwischen der NGL-Gruppe und dem Rest der Fraktion wurden zunehmend kleiner, wobei die Fraktion selbst sehr heterogen zusammengesetzt ist. Das finnische Linksbündnis schloss sich der Europapartei Europäische Linken an, ebenso die dänische Einheitsliste – Die Rot-Grünen, die seit 2019 in der GUE/NGL vertreten ist.
Seit dem 18. Dezember 2020 heißt die Fraktion Die Linke im Europäischen Parlament - GUE/NGL. Die ehemalige NGL-Gruppe taucht damit nur als Abkürzung im Namen auf.

## Nordische Grün-Linke Allianz

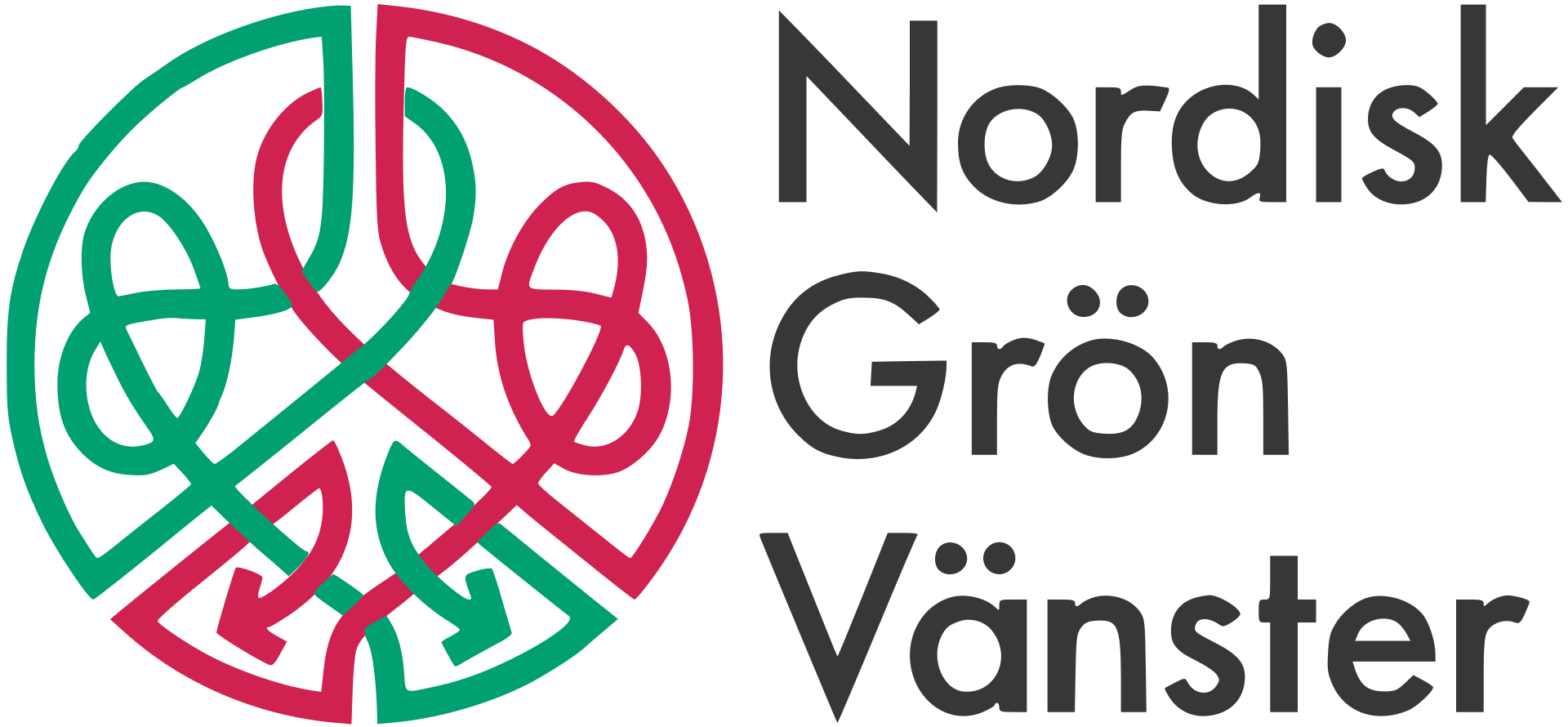
Logo der Nordisch Grün-Linken Allianz

Die NGLA wurde am 1. Februar 2004 in Reykjavík von fünf Parteien gegründet. 2009 schlossen sich zwei weitere Parteien aus Grönland und von den Färöern der NGLA an.
Programmatisch einigte sich die NGLA auf eine politische Plattform, welche sowohl ökologische wie soziale Themen zum Schwerpunkt hat. Das höchste Gremium ist die jährliche Hauptversammlung. Dazwischen werden Beschlüsse von einem Rat der sieben Parteivorsitzenden gefasst. Die Mitgliedsparteien lösen sich im jährlichen Turnus im Vorsitz ab.
Die NGLA war ein fester Parteienzusammenschluss auf europäischer Ebene, jedoch keine anerkannte europäische Partei. Die Website der NGLA war zuletzt im Februar 2016 erreichbar.

### Mitglieder
| Land     | Partei                            | Deutscher Name             | Beitritt |
| -------- | --------------------------------- | -------------------------- | -------- |
| Finnland | Vasemmistoliitto/Vänsterförbundet | Linksbündnis               | 2005     |
| Schweden | Vänsterpartiet                    | Linkspartei                | 2004     |
| Dänemark | Socialistisk Folkeparti           | Sozialistische Volkspartei | 2004     |
| Norwegen | Sosialistisk Venstreparti         | Sozialistische Linkspartei | 2004     |
| Island   | Vinstrihreyfingin – grænt framboð | Links-Grüne Bewegung       | 2004     |
| Färöer   | Tjóðveldi                         | Republikaner               | 2009     |
| Grönland | Inuit Ataqatigiit                 | Gemeinschaft der Inuit     | 2009     |

## Nordische Grüne Linke im Nordischen Rat
Im Nordischen Rat besteht eine Fraktion namens Nordische Grüne Linke. Zeitweise war die unter dem Namen linkssozialistisch-grüne Gruppe (Vänstersocialistiska gröna gruppen VSG) bekannt. Ihr gehören Abgeordnete von acht von zehn angeschlossenen nordischen Parteien an:
- Alternativet
- Enhedslisten – de rød-grønne
- Socialistisk Folkeparti
- Vasemmistoliitto
- Tjóðveldi
- Inuit Ataqatigiit
- Vinstrihreyfingin – grænt framboð
- Rødt
- Sosialistisk Venstreparti
- Vänsterpartiet

## Nordische Grüne Linke Parteien in anderen europäischen Organisationen
- Die Socialistisk Folkeparti ist seit 2014 Mitglied der Europäischen Grünen Partei
- Enhedslisten – de rød-grønne und Vasemmistoliitto sind – wie die Kommunistische Partei Finnlands – Mitglied der Europäischen Linken
- Enhedslisten – de rød-grønne, Vasemmistoliitto und Vänsterpartiet waren Teil des 2018 gegründeten europäischen Wahlbündnisses Maintenant le Peuple